# Bob Jones Award
De Bob Jones Award is de belangrijkste golfprijs van de United States Golf Association (USGA). Hij is vernoemd naar de Amerikaanse golfer Bobby Jones. De USGA reikt deze prijs uit om uitzonderlijke sportiviteit in de golfsport te erkennen.

## Winnaars
- 1955:  Francis Ouimet
- 1956:  William C. Campbell
- 1957:  Babe Zaharias
- 1958:  Margaret Curtis
- 1959:  Findlay S. Douglas
- 1960:  Chick Evans
- 1961:  Joe Carr
- 1962:  Horton Smith
- 1963:  Patty Berg
- 1964:  Charles Coe
- 1965:  Glenna Collett Vare
- 1966:  Gary Player
- 1967:  Richard Tufts
- 1968:  Bob Dickson
- 1969:  Gerald H. Micklem
- 1970:  Roberto De Vicenzo
- 1971:  Arnold Palmer
- 1972:  Michael Bonallack
- 1973:  Gene Littler
- 1974:  Byron Nelson

- 1975:  Jack Nicklaus
- 1976:  Ben Hogan
- 1977:  Joseph Dey
- 1978:  Bing Crosby &  Bob Hope
- 1979:  Tom Kite
- 1980:  Charles Yates
- 1981:  JoAnne Carner
- 1982:  Billy Joe Patton
- 1983:  Maureen Ruttle Garrett
- 1984:  Jay Sigel
- 1985:  Fuzzy Zoeller
- 1986:  Jess Sweetser
- 1987:  Tom Watson
- 1988:  Isaac B. Grainger
- 1989:  Chi-Chi Rodríguez
- 1990:  Peggy Kirk Bell
- 1991:  Ben Crenshaw
- 1992:  Gene Sarazen
- 1993:  P.J. Boatwright jr.
- 1994:  Lewis Oehmig

- 1995:  Herbert Warren Wind
- 1996:  Betsy Rawls
- 1997:  Fred Brand jr.
- 1998:  Nancy Lopez
- 1999:  Ed Updegraff
- 2000:  Barbara McIntire
- 2001:  Tom Cousins
- 2002:  Judy Rankin
- 2003:  Carol Semple Thompson
- 2004:  Jack Burke jr.
- 2005:  Nick Price
- 2006:  Jay Haas
- 2007:  Louise Suggs
- 2008:  George H.W. Bush
- 2009:  O. Gordon Brewer jr.
- 2010:  Mickey Wright
- 2011:  Lorena Ochoa
- 2012:  Annika Sörenstam
- 2013:  Davis Love III
- 2014:  Payne Stewart
- 2015 Barbara Nicklaus
- 2016 Judy Bell
- 2017 Bob Ford
- 2018 Dennis Walters
- 2019 Lee Elder